# Championnats d'Asie de beach-volley
Les Championnats d'Asie de beach-volley sont une compétition sportive où s'affrontent des équipes nationales de beach-volley du continent asiatique. La compétition combine les tournois masculin et féminin, et est organisée annuellement par la Confédération asiatique de volley-ball (AVC).

## Médaillés

### Hommes
| Année | Pays organisateur | Or                                                | Argent                                                 | Bronze                                                 | Réf.   |
| ----- | ----------------- | ------------------------------------------------- | ------------------------------------------------------ | ------------------------------------------------------ | ------ |
| 2002  | Chine             | Hayden Jones et Kirk Pitman (NZL)                 | Dmitriy Vorobyev et Pavel Zabuslayev (KAZ)             | Teng Maomin et Zhao Chicheng (CHN)                     |        |
| 2004  | Chine             | Xu Linyin et Xu Qiang (CHN)                       | Jason Lochhead et Kirk Pitman (NZL)                    | Oleg Kisselev et Pavel Zabuslayev (KAZ)                | [ 1 ]  |
| 2005  | Thaïlande         | Agus Salim et Koko Prasetyo Darkuncoro (INA)      | Jason Lochhead et Kirk Pitman (NZL)                    | Katsuhiro Shiratori et Taichi Morikawa (JPN)           | [ 2 ]  |
| 2006  | Iran              | Andy Ardiyansah et Koko Prasetyo Darkuncoro (INA) | Aleksandr Dyachenko et Alexey Kulinich (KAZ)           | Agus Salim et Supriadi (INA)                           | [ 3 ]  |
| 2007  | Thaïlande         | Andy Ardiyansah et Koko Prasetyo Darkuncoro (INA) | Gao Fangtian et Han Shengwei (CHN)                     | Greg Lindsay et Russell Watson (NZL)                   | [ 4 ]  |
| 2008  | Inde              | Andy Ardiyansah et Koko Prasetyo Darkuncoro (INA) | Gao Fangtian et Han Shengwei (CHN)                     | Borworn Yungtin et Sataporn Sawangrueang (THA)         | [ 5 ]  |
| 2009  | Chine             | Xu Linyin et Wu Penggen (CHN)                     | Alexey Kulinich et Dmitriy Yakovlev (KAZ)              | Katsuhiro Shiratori et Kentaro Asahi (JPN)             | [ 6 ]  |
| 2010  | Chine             | Xu Linyin et Wu Penggen (CHN)                     | Ade Candra Rachmawan et Koko Prasetyo Darkuncoro (INA) | Gao Peng et Li Jian (CHN)                              | [ 7 ]  |
| 2011  | Chine             | Aghmohammad Salagh et Parviz Farrokhi (IRN)       | Xu Linyin et Wu Penggen (CHN)                          | Aleksandr Dyachenko et Alexey Sidorenko (KAZ)          | [ 8 ]  |
| 2012  | Chine             | Chris McHugh et Isaac Kapa (AUS)                  | Chen Cheng et Li Jian (CHN)                            | Ade Candra Rachmawan et Koko Prasetyo Darkuncoro (INA) | [ 9 ]  |
| 2013  | Chine             | Aleksandr Dyachenko et Alexey Sidorenko (KAZ)     | Prathip Sukto et Sittichai Sangkhachot (THA)           | Ha Likejiang et Li Jian (CHN)                          | [ 10 ] |
| 2014  | Chine             | Chris McHugh et Isaac Kapa (AUS)                  | Alexey Kuleshov et Dmitriy Yakovlev (KAZ)              | Jefferson Pereira et Tiago Santos (QAT)                |        |
| 2016  | Australie         | Chris McHugh et Isaac Kapa (AUS)                  | Bo Soderberg et Cole Durant (AUS)                      | Damien Schumann et Josh Court (AUS)                    | [ 11 ] |
| 2017  | Thaïlande         | Bahman Salemi et Rahman Raoufi (IRN)              | Ade Candra Rachmawan et Mohammad Ashfiya (INA)         | Chris McHugh et Damien Schumann (AUS)                  | [ 12 ] |
| 2018  | Thaïlande         | Ahmed Tijan et Cherif Younousse (QAT)             | Arash Vakili et Bahman Salemi (IRN)                    | Aleksandr Dyachenko et Alexey Sidorenko (KAZ)          | [ 13 ] |
| 2019  | Chine             | Ahmed Tijan et Cherif Younousse (QAT)             | Gao Peng et Li Yang (CHN)                              | Ha Likejiang et Wu Jiaxin (CHN)                        | [ 14 ] |
| 2020  | Thaïlande         | Chris McHugh et Damien Schumann (AUS)             | Ha Likejiang et Wu Jiaxin (CHN)                        | Max Guehrer et Zac Schubert (AUS)                      | [ 15 ] |
| 2021  | Thaïlande         | Chris McHugh et Paul Burnett (AUS)                | Bahman Salemi et Abolhassan Khakizadeh (IRN)           | Cherif Younousse et Ahmed Tijan (QAT)                  | [ 16 ] |
| 2022  | Iran              | Cherif Younousse et Ahmed Tijan (QAT)             | Chris McHugh et Paul Burnett (AUS)                     | Li Zhuoxin et Xue Tao (CHN)                            |        |
| 2023  | Chine             | Thomas Hodges et Zachery Schubert (AUS)           | Chris McHugh et Paul Burnett (AUS)                     | Tipjan Pithak et Taovato Poravid (THA)                 |        |

### Femmes
| Année | Pays organisateur | Or                                                                        | Argent                                                                    | Bronze                                           | Réf.   |
| ----- | ----------------- | ------------------------------------------------------------------------- | ------------------------------------------------------------------------- | ------------------------------------------------ | ------ |
| 2000  | Philippines       | Japon Kaori Tsuchiya Teruko Nakano                                        | Australie Sue Himbeck Summer Lochowicz                                    | Indonésie Timy Yudhani Rahayu Yohana Marawali    |        |
| 2001  | Philippines       | Japon Chiaki Kusuhara Ryoko Tokuno                                        | Chine Pan Wangye You Wenhui                                               | Chine Han Bo Sun Jing                            |        |
| 2002  | Chine             | Chine Hong Lina Lin Xianling                                              | Thaïlande Manatsanan Pangka Rattanaporn Arlaisuk                          | Chine Han Bo Sun Jing                            |        |
| 2004  | Chine             | Chine Han Bo Sun Jing                                                     | Chine Hu Xiaoyan Zhang Xi                                                 | Chine Lu Wenfeng Ren Zhengqing                   | [ 1 ]  |
| 2005  | Thaïlande         | Thaïlande Kamoltip Kulna Usa Tenpaksee                                    | Thaïlande Jarunee Sannok Yupa Phokongploy                                 | Japon Chiaki Kusuhara Satoko Urata               | [ 2 ]  |
| 2007  | Thaïlande         | Thaïlande Kamoltip Kulna Yupa Phokongpoly                                 | Chine Yue Yuan Zhang Wenwen                                               | Thaïlande Jarunee Sannok Usa Tenpaksee           | [ 4 ]  |
| 2008  | Inde              | Thaïlande Kamoltip Kulna Yupa Phokongpoly                                 | Chine Miao Chenchen Ji Linjun                                             | Thaïlande Jarunee Sannok Usa Tenpaksee           | [ 5 ]  |
| 2009  | Chine             | Chine Xue Chen Zhang Xi                                                   | Chine Jin Jieqiong Yue Yuan                                               | Japon Ayumi Kusano Mutsumi Ozaki                 | [ 6 ]  |
| 2010  | Chine             | Chine Xue Chen Zhang Xi                                                   | Kazakhstan Irina Tsimbalova Tatyana Mashkova                              | Japon Sayaka Mizoe Shinako Tanaka                | [ 7 ]  |
| 2011  | Chine             | Chine Xue Chen Zhang Xi                                                   | Chine Ma Yuanyuan Zhang Changning                                         | Australie Natalie Cook Tamsin Hinchley           | [ 8 ]  |
| 2012  | Chine             | Chine Xue Chen Zhang Xi                                                   | Vanuatu Henriette Iatika Miller Elwin                                     | Chine Ma Yuanyuan Yue Yuan                       | [ 9 ]  |
| 2013  | Chine             | Chine Ma Yuanyuan Yue Yuan                                                | Thaïlande Tanarattha Udomchavee Varapatsorn Radarong                      | Kazakhstan Irina Tsimbalova Tatyana Mashkova     | [ 10 ] |
| 2014  | Chine             | Australie Louise Bawden Taliqua Clancy                                    | Thaïlande Tanarattha Udomchavee Varapatsorn Radarong                      | Chine Xia Xinyi Xue Chen                         |        |
| 2015  | Hong Kong         | Australie Louise Bawden Taliqua Clancy                                    | Vanuatu Linline Matauatu Miller Pata                                      | Australie Mariafe Artacho del Solar Nicole Laird |        |
| 2016  | Australie         | Chine Xia Xinyi Xue Chen                                                  | Australie Mariafe Artacho del Solar Nicole Laird                          | Japon Megumi Murakami Miki Ishii                 | [ 11 ] |
| 2017  | Thaïlande         | Australie Louise Bawden Taliqua Clancy                                    | Chine Wang Fan Yue Yuan                                                   | Australie Nicole Laird Phoebe Bell               | [ 12 ] |
| 2018  | Thaïlande         | Australie Mariafe Artacho del Solar Taliqua Clancy                        | Chine Wang Fan Xue Chen                                                   | Japon Megumi Murakami Miki Ishii                 | [ 13 ] |
| 2019  | Chine             | Australie Mariafe Artacho del Solar Taliqua Clancy                        | Chine Wang Fan Xia Xinyi                                                  | Australie Jessyka Ngauamo Phoebe Bell            | [ 14 ] |
| 2020  | Thaïlande         | Chine Wang Fan Xia Xinyi                                                  | Chine Wang Jingzhe Wen Shuhui                                             | Japon Megumi Murakami Miki Ishii                 | [ 15 ] |
| 2021  | Thaïlande         | Thaïlande Taravadee Naraphornrapat Worapeerachayakorn Kongphopsarutawadee | Japon Miki Ishii Sayaka Mizoe                                             | Australie Phoebe Bell Georgia Johnson            |        |
| 2022  | Thaïlande         | Nouvelle-Zélande Shaunna Polley Alice Zeimann                             | Australie Taliqua Clancy Mariafe Artacho del Solar                        | Chine Xia Xinyi Lin Meimei                       |        |
| 2023  | Chine             | Chine Xue Chen Xia Xinyi                                                  | Thaïlande Taravadee Naraphornrapat Worapeerachayakorn Kongphopsarutawadee | Chine Wang Jingzhe Aheidan Mushajiang            |        |